# Urszula Kozioł

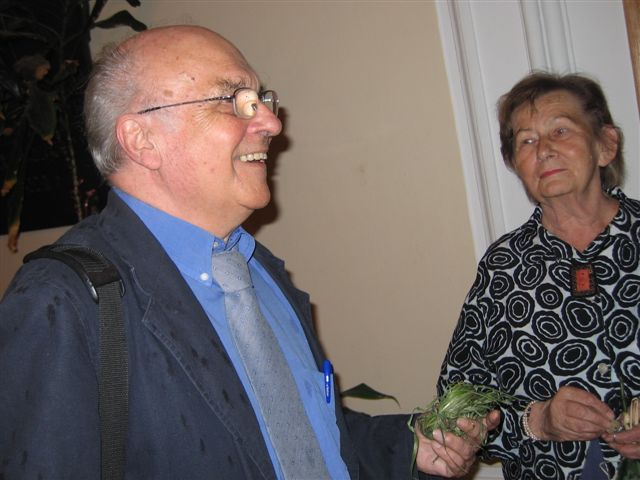
Ryszard Kapuściński i Urszula Kozioł (2006)

Urszula Kozioł, ps. „Antoni Migacz”, „Mirka Kargol”, „Faun”, „U.K.”, „Uk”, „Uka”, „UKA” (ur. 20 czerwca 1931 w Rakówce, zm. 20 lipca 2025 we Wrocławiu) – polska poetka, pisarka, autorka felietonów i utworów dramatycznych dla dzieci i dorosłych.
Laureatka Nagrody Literackiej „Nike” w 2024 roku.

## Życiorys
Urszula Kozioł urodziła się w 1931 w Rakówce w powiecie biłgorajskim w rodzinie nauczycieli Hipolita Kozioła (1907-1987) i Czesławy z domu Kargol (1908-1993). Starsza siostra Stanisława, Lecha i Andrzeja (wokalisty zespołu VOX).
Do końca II wojny światowej przebywała na Zamojszczyźnie, gdzie uczyła się w Liceum Ogólnokształcącym im. Marii Konopnickiej w Zamościu. Następnie studiowała polonistykę na Uniwersytecie Wrocławskim. Studia I stopnia ukończyła w 1953 r. (magisterium uzyskała w 1969 r. na studiach uzupełniających).
Zaliczana jest do tzw. pokolenia „Współczesności”. W 1953 debiutowała jako poetka na łamach dodatku do „Gazety Robotniczej” pt. „Sprawy i ludzie”. Od 1954 do 1972 pracowała jako nauczycielka, początkowo w Bystrzycy Kłodzkiej, a następnie we Wrocławiu. W latach 1956–1958 była kierownikiem działu literackiego pisma „Poglądy”. Od 1958 publikowała w miesięczniku „Odra” (m.in. cykl felietonów pt. „Z poczekalni”), a także w pismach: „Współczesność” (1959–1964), „Tygodnik Kulturalny” (1963–1965) i „Poezja” (1967–1972).
W latach 1965–1967 była dyrektorem Wrocławskiego Ośrodka Kultury i radną Dzielnicowej Rady Narodowej we Wrocławiu. Od 1970 współpracowała ze Studenckim Teatrem „Kalambur”. W latach 1972–2022 była redaktorem działu literackiego „Odry”.
Członek Związku Literatów Polskich (1963–1983; od 1963 w Zarządzie, a w latach 1971–1976 prezes Oddziału Wrocławskiego, w latach 1978–1983 także członek Zarządu Głównego), Polskiego PEN Clubu (od 1971, w tym od 1988 do 2003 w Zarządzie Głównym). Członek założyciel Stowarzyszenia Pisarzy Polskich (od 1989, w tym od 1993 członek Zarządu Głównego).
Przebywała na stypendiach literackich w Iowa City (USA, 1991) oraz w Poitiers (Francja, 1993).
W 2024 zdobyła Nagrodę Literacką „Nike” za tom Raptularz, o którym krytyk „Nowego Napisu Co Tydzień”, Dariusz Żółtowski stwierdził, że „To lekcja z antropologii starości, która – miejmy nadzieję – czeka nas wszystkich. Swoisty pamiętnik z okresu umierania”.
Jej wiersze były tłumaczone m.in. na angielski, niemiecki, włoski, francuski, rosyjski, serbski, hiszpański, niderlandzki.

## Życie prywatne
Jej mężem był Feliks Przybylak (1933–2010), germanista, tłumacz literatury niemieckojęzycznej i poeta.
Mieszkała we Wrocławiu. 28 lipca 2025 roku została pochowana u boku męża na wrocławskim cmentarzu św. Wawrzyńca (kw. 13/1/152).

## Twórczość

### Poezje
- Gumowe klocki (Związek Literatów Polskich, Oddział we Wrocławiu, 1957)
- W rytmie korzeni (Ossolineum, 1963)
- Smuga i promień (Ludowa Spółdzielnia Wydawnicza, 1965)
- Lista obecności (Ludowa Spółdzielnia Wydawnicza, 1967)
- Poezje wybrane (Ludowa Spółdzielnia Wydawnicza, 1969)
- W rytmie słońca (Wydawnictwo Literackie, 1974)
- Wybór wierszy (Spółdzielnia Wydawnicza „Czytelnik”, 1976)
- Poezje wybrane (II) (Ludowa Spółdzielnia Wydawnicza, 1985; ISBN 83-205-3842-4)
- Wybór wierszy (Spółdzielnia Wydawnicza „Czytelnik”, 1986; ISBN 83-07-01527-8)
- Żalnik (Wydawnictwo Literackie, 1989; ISBN 83-08-01464-X)
- Dziesięć lat przed końcem wieku (nakładem autorki; maszynopis powielany, brak daty i miejsca wydania; ok. 1990)
- Postoje słowa (Wydawnictwo Dolnośląskie, 1994)
- Wielka pauza (Wydawnictwo Literackie, 1996; ISBN 83-08-02653-2)
- W płynnym stanie (Wydawnictwo Literackie, 1998; ISBN 83-08-02885-3)
- Wiersze niektóre (Bis, 1997, 1998; ISBN 83-87082-30-9)
- Stany nieoczywistości (Państwowy Instytut Wydawniczy, 1999; ISBN 83-06-02752-3)
- Supliki (Wydawnictwo Literackie, 2005; ISBN 83-08-03759-3)
- Przelotem (Wydawnictwo Literackie, 2007; ISBN 978-83-08-04102-4)
- Horrendum (Wydawnictwo Literackie, 2010; ISBN 978-83-08-04453-7)
- Fuga (1955–2010) (Biuro Literackie, 2011; ISBN 978-83-62006-47-2)
- Klangor (Wydawnictwo Literackie, 2014; ISBN 978-83-08-05321-8)
- Ucieczki (Wydawnictwo Literackie, 2016; ISBN 978-83-08-06158-9)
- Znikopis (Wydawnictwo Literackie, 2019; ISBN 978-83-08-06881-6)
- Momenty (Wydawnictwo Literackie, 2022; ISBN 978-83-08-07593-7)
- Raptularz (Państwowy Instytut Wydawniczy, 2023; ISBN 978-83-8196-698-6)

### Powieści i opowiadania
- Postoje pamięci (Ludowa Spółdzielnia Wydawnicza, 1964, 1973, 1977; Atut-Wrocławskie Wydawnictwo Oświatowe 2004, ISBN 83-89247-98-4).
- Ptaki dla myśli (Ludowa Spółdzielnia Wydawnicza 1971; wyd. 2 poprawione i rozszerzone: Wydawnictwo Literackie 1984, ISBN 83-08-01082-2)
- Noli me tangere (Państwowy Instytut Wydawniczy 1984; ISBN 83-06-00814-6)

### Felietony
- Z poczekalni oraz Osobnego sny i przypowieści (Wydawnictwo Literackie, 1978)
- Osobnego sny i przypowieści (Okis, 1997; Biblioteka Wrocławskiego Oddziału Stowarzyszenia Pisarzy Polskich; ISBN 83-87104-00-0)

### Utwory dramatyczne (dla dorosłych i dzieci), monodramy
- Gonitwy (Prapremiera: Zespół Teatralny przy Wyższej Szkole Inżynieryjskiej, Rzeszów 1972)
- Kobieta niezależna („Scena”, 12/1976)
- Biało i duszno (układ dramatyczny) („Scena”, 10/1977)
- Król malowany (na motywach baśni J.Ch. Andersena pt. Nowe szaty króla, 1978; druk: Zjednoczone Przedsiębiorstwa Rozrywkowe, Ośrodek Teatru Otwartego „Kalambur”, 1986)
- Narada familijna („Teatr Polskiego Radia”, 2/1978)
- Przerwany wykład („Scena”, 12/1978)
- Weekend („Opole” nr 1/1981 i nr 2/1981)
- Spartolino, czyli jak Rzempoła ze szwagrem Pitołą stracha przydybali (Prapremiera: Wrocławski Ośrodek Teatru Otwartego „Kalambur”, 1982)
- Trzy Światy (Czytelnik, 1982; ISBN 83-07-00707-0)
- Podwórkowcy (Prapremiera: Teatr Dramatyczny im. J. Szaniawskiego, Wałbrzych 1983; spektakl TV 1984)
- Psujony („Scena”, 1/1985)
- Magiczne imię (Wydawnictwo Literackie, 1985; ISBN 83-08-01194-2)

## Nagrody i inne wyróżnienia
- Nagroda Czerwonej Róży (1963)
- Nagroda im. Władysława Broniewskiego (1964)
- Nagroda im. Stanisława Piętaka (1965)
- Nagroda Miasta Wrocławia (1965)
- Nagroda Fundacji im. Kościelskich (1969)
- Nagroda Ministra Kultury i Sztuki II stopnia (1970)
- Złoty Krzyż Zasługi (1974)
- Krzyż Kawalerski Orderu Odrodzenia Polski (1981)
- Włoska nagroda „Złoty Centaur” (wyróżnienie Akademii Sztuki i Pracy w Salsomaggiore, 1982)
- Nagroda Główna Śląska Dolnej Saksonii (1997)
- Krzyż Komandorski Orderu Odrodzenia Polski (1997)[11][12][13]
- Nagroda PEN Clubu za twórczość poetycką (1997)[14]
- Nagroda Kulturalna Śląska (1998)[15]
- Nagroda Literacka im. Eichendorffa (Der Eichendorff Literatur-Preis, 2002)
- tytuł doktora honoris causa Uniwersytetu Wrocławskiego (11 kwietnia 2003)
- nominacja do Nagrody Literackiej Nike za tom Supliki (2006)[16]
- nominacja do Śląskiego Wawrzynu Literackiego za tom Supliki (2006)
- finalistka Nagrody Literackiej Nike za tom Przelotem (2008)[17]
- nominacja do Wrocławskiej Nagrody Poetyckiej Silesius w kategorii książka roku za tom Przelotem (2008)
- Odznaka honorowa ZAiKS-u (2009)[18]
- Honorowe obywatelstwo Wrocławia[19]
- Honorowe Obywatelstwo Miasta Biłgoraj (uchwała z 21 maja 2010, uroczyste wręczenie: 10 września 2010)
- Wrocławska Nagroda Poetycka „Silesius” za całokształt twórczości (2011)[20]
- Nagroda Literacka m.st. Warszawy w kategorii „Poezja” za tom Klangor (2015)
- nominacja do Nagrody Poetyckiej Orfeusz za tom Klangor (2015)[21]
- nominacja do Nagrody Literackiej „Nike” za tom Klangor (2015)[22]
- nominacja do Nagrody Poetyckiej Orfeusz za tom Ucieczki (2017)[23]
- nominacja do Nagrody Literackiej „Nike” za tom Ucieczki (2017)[24]
- 18 maja 2018 odsłoniła swoją płytę w oświęcimskiej Alei Pisarzy przy Miejskiej Bibliotece Publicznej w Oświęcimiu[25].
- Nagroda Poetycka im. Kazimierza Hoffmana „KOS” za tom Znikopis (2020)[26]
- Złota Odznaka Honorowa Wrocławia (2021)[27]
- Nagroda 100-lecia ZAiKS-u (2021)[18]
- nominacja do Nagrody Poetyckiej Orfeusz za tom Momenty (2023)[28]
- Złoty Medal „Zasłużony Kulturze Gloria Artis” (2024)[29]
- nominacja do Nagrody Poetyckiej Orfeusz za tom Raptularz (2024)[30]
- Nagroda miesięcznika „Odra” za rok 2023 za tom Raptularz (2024)[31]
- Nagroda Literacka „Nike” za tom Raptularz (2024)[6]